# Петтерссон, Кристер
Карл Густав Кристер Петтерссон (швед. Carl Gustaf Christer Pettersson; 23 апреля 1947, Сольна, Стокгольм — 29 сентября 2004, там же) — шведский преступник, главный подозреваемый в деле об убийстве Улофа Пальме, премьер-министра Швеции. Был осуждён пожизненно в 1988 году, однако в 1989 году после кассационной жалобы был полностью оправдан.

## Биография

### Ранние годы
Родители Рональд Петтерссон (1916—1977) и Инга Мария Ханссон (1918—1973), были представителями среднего класса. Детство Кристер провёл в пригороде Стокгольма Сольна, позднее переехал в Соллентуну. В молодости посещал театральную школу Калле Флюгаре и играл в постановках, учителями характеризовался как подающий надежды актёр. Однако получив серьёзную травму головы, от которой так и не восстановился, начал злоупотреблять спиртным и стал наркоманом; вскоре был исключён из школы.
22 декабря 1970 Петтерссон совершил своё первое преступление: покупая рождественские подарки, он подрался в магазине с неким человеком и заколол его штыком, за что получил от прессы прозвище «Штык». В 1974 году его осудили за умышленное убийство, и Петтерсон свалил вину в этом на Улофа Пальме, который якобы не обеспечил ему право на защиту в суде и отказал в просьбе о пересмотре дела или помиловании.

### Суд по делу об убийстве Улофа Пальме

#### Осуждение
В тюрьме Петтерссон познакомился с Ларсом Тингстрёмом по кличке «Подрывник», печально известным шведским террористом и организатором серии взрывов в Стокгольме. Кристер стал фактическим телохранителем Тингстрёма. Оба питали особую ненависть к Улофу Пальме, который, по их словам, не предоставил им все права для защиты в суде. Между ними был заключён уговор: в случае, если Тингстрём снова угодит в тюрьму, Петтерссон обязан будет отомстить шведским  органам внутренних дел так, чтобы об этом узнала вся страна. Когда Ларс попал в тюрьму, Кристер принял решение исполнить свою часть уговора и устранить  Улофа Пальме.
28 февраля 1986 премьер-министр Улоф Пальме был застрелен в Стокгольме, когда возвращался с женой Лисбет из кинотеатра. Неизвестный выстрелил из револьвера Smith & Wesson Model 28 и смертельно ранил Улофа, а его жена Лисбет получила несколько ранений и осталась жива. Револьвер удалось обнаружить только в 2007 году. По подозрению задержали нескольких человек, в том числе праворадикального экстремиста Виктора Гуннарссона, однако все они оказались непричастны. За информацию о преступнике была объявлена награда в 50 миллионов шведских крон. Вскоре под арест попал и Кристер Петтерссон. Лисбет Пальме опознала его как убийцу, и в 1988 году Петтерсона арестовали. 14 декабря 1988 его приговорили к пожизненному лишению свободы, но адвокаты подали апелляцию на решение суда. Позиция защиты строилась на том, что многие видели Петтерссона на месте совершения преступления, но ни у кого не было доказательств того, что он убил Улофа Пальме, поскольку на месте преступления не было найдено оружие.

#### Оправдание
Уголовный суд округа Свеа рассмотрел апелляцию на приговор. Лисбет Пальме уверяла, что «алкоголик Петтерссон» был тем самым убийцей и у него были все возможности для нападения на её мужа. По её свидетельствам, убийца был в белых туфлях, в то время как полицейские, патрулировавшие местность, носили исключительно чёрные туфли. Кристер Петтерссон уверял, что видел чету Пальме, но ни в кого не стрелял, а затем в чужой квартире обнаружил пистолет, хотя пытался там раздобыть наркотики. Суд заявил, что вероятность местонахождения Петтерссона в ту ночь на месте преступления была, однако этого катастрофически не хватало для признания Кристера виновным. Показаний Лисбет Пальме оказалось недостаточно, и в ходе рассмотрения дела комиссия из пяти судей после тайного голосования вынесла решение оправдать Петтерссона (3 голоса «за» и 2 голоса «против»).
2 мая 1990 был рассмотрен иск Кристера Петтерссона против шведской полиции с требованием компенсации в два миллиона шведских крон за причинённый моральный вред. Генеральный прокурор Ганс Штарк в итоге договорился о выплате 300 тысяч шведских крон (по тем меркам это составляло около 50 тысяч долларов США). Оправданный Кристер большую часть денег по привычке потратил на алкоголь и наркотики, однако набрал популярность в стране благодаря участиям в телепередачах и интервью в газетах. Телеканал TV3 показал несколько передач, в которых Кристер то сознавался в совершении преступления (его, однако, не воспринимали всерьёз), то отрицал свою причастность и выражал полную поддержку Социал-демократической партии Швеции и Улофу Пальме. Незадолго до смерти Кристер рассказал правду своему другу Герту Фюлькингу и сознался в убийстве Пальме.

### Попытки пересмотра дела
В 1997 году генеральный прокурор Клас Бергенстранд потребовал возобновить рассмотрение уголовного дела против Кристера Петтерссона, поскольку он установил факт переписки Петтерссона с Тингстрёмом. Как сообщал Бергенстранд, Ларс Тингстрём оставил своеобразное «завещание» и незадолго до смерти в тюрьме рассказал историю своей жизни адвокату Пелле Свенссону, в том числе и задумку по убийству Улофа Пальме. Освободившийся в 1990 году Тингстрём вынудил Свенссона молчать в течение десяти лет, желая предоставить Петтерссону шанс на исправление и покаяние. В 1993 году его не стало, и вскоре Свенссон вынужден был прервать молчание и изложить свои наблюдения лично прокурору. Свенссон, уверенный в своей правоте, решительно призывал прокурора Бергенстранда не подключать к расследованию Интерпол: версии о причастности зарубежных лиц (спецслужб США, ЮАР или Югославии) к убийству Пальме считались Свенссоном выдуманными из воздуха.
По показаниям Ларса Тингстрёма, у Кристера был тот самый револьвер, из которого был застрелен Пальме. Револьвер был украден у наркоторговца Сигге Седергрена, с которым Петтерссон был не в ладах и которому якобы не заплатил деньги за полученную партию наркотиков. Уже после смерти Пальме Ларс проговорился адвокату Свенссону и сказал, что Кристер неправильно понял его план мести и должен был сначала убить короля Швеции Карла XVI, а Пальме необходимо было убить вслед за ним. В 2005 году, уже спустя девять лет после кончины Седергрена, была опубликована книга Hinsehäxan, в которой Сигге уверял, что был завербован шведской полицией и за вознаграждение лично готов был убить Петтерсона, который не заплатил ему за полученную партию наркотиков.
Однако Верховный суд отказал Бергенстранду в возобновлении расследования уголовного дела. По законам Швеции, дело могло быть пересмотрено только в течение года после его закрытия, равно как и новые показания могли приниматься только не позже чем через год после совершения преступления. Шведский суд не принял во внимание слова Седергрена и подтвердил: показания, принятые позже оговорённого срока, не могут служить основанием для пересмотра дела. Более того, использование интервью Ларса Тингстрёма противоречило Европейской конвенции о правах человека, а проверить показания Седергрена и Тингстрёма нельзя было, поскольку Ларс умер в 1993 году, а Сигге в 1996.
Поиски оружия оканчивались безрезультатно, но в 2007 году водолазы сумели извлечь со дна озера револьвер с несколькими пулями: по химическому составу они абсолютно были идентичны тем, которыми был убит Пальме. Интерес к делу подогрелся после того, как газета «Aftonbladet» опубликовала письма Петтерссона своей любовнице: тот подтвердил, что мстил шведскому премьеру за брошенного в тюрьму друга Тингстрёма, а поводом стали «проблемы с налогами». В 2010 году был отменён срок давности за особо тяжкие преступления, однако в деле об убийстве Пальме сдвигов не наблюдалось.

### Смерть
15 сентября 2004 года Кристер Петтерссон ввязался в драку с полицейскими и после перестрелки был ранен в руку. Его отправили в Королевский госпиталь в Соллентуне, где врачи обнаружили у него перелом левой плечевой кости. Кристера отпустили, наложив перевязку, а затем отправили в Госпиталь имени Святого Георгия. Журналисты телеканала TV4 попытались выяснить, что произошло, однако их не пустили на порог больницы. 16 сентября на следующий день Кристера выписали, однако на выходе из травмпункта он упал и ударился головой об асфальт. Его срочно отправили в реанимацию: хирурги обнаружили, что у него перелом основания черепа и кровоизлияние в мозг. Петтерссон находился в полусудорожном состоянии: возможно, причиной падения стал эпилептический припадок. Врачи решили срочно его прооперировать, остановив утечку мозговой жидкости: операция состоялась в Королевском госпитале. Однако, несмотря на операцию, 29 сентября 2004 года в 12:55 Кристер Петтерссон, не приходя в сознание, скончался.
Прощание с Петтерссоном состоялось 20 января 2005 года в церкви в Соллентуне, как он желал при жизни: именно этот район был его родным. Похоронен Кристер был на кладбище в Сольне. Йоран Перссон, премьер-министр Швеции, назвал случившееся «концом трагической жизни».
Сыновья Улофа Пальме, Юаким и Мортен, безуспешно добивались при жизни возобновления уголовного дела в отношении Петтерссона. Однако незадолго до госпитализации Кристер срочно связался с Мортеном Пальме и попросил его приехать как можно скорее в госпиталь, желая что-то объяснить. Мортен заявил, что готов встретиться с Петтерссоном, если тот желает сознаться в убийстве. Однако что на самом деле собирался сказать Кристер, осталось загадкой: Мортен прибыл в госпиталь, когда Петтерссон был уже мёртв.

## После смерти
В памяти жителей Швеции Петтерссон представляется чаще положительным героем, поскольку его причастность к убийству до сих пор документально не подтверждена, а версии о том, что Петтерссона кто-то решил подставить и свалить на него вину в убийстве Пальме, до сих пор популярны среди простых граждан. В феврале 2006 года Шведское телевидение выпустило документальный фильм об убийстве Улофа Пальме, в котором утверждалось, что Петтерссон не планировал убивать Улофа Пальме, а хотел прикончить Сигге Седергрена, которого яростно ненавидел. Седергрен, по версии фильма, был одет точно так же, как Пальме, и прогуливался часто в районе около кинотеатра. В пользу этой версии говорит также то, что район убийства Пальме полиция часто патрулировала в поисках наркодилеров и их притонов, однако по неизвестным причинам за 45 минут до убийства слежку было приказано приостановить. Фильм подвергся критике со стороны двух журналистов, чьё письмо с протестами было опубликовано 28 февраля 2006 в газете «Dagens Nyheter»: оба журналиста были возмущены передёргиванием фактов.
В 2020 году шведская прокуратура закрыла дело об убийстве Улофа Пальме, окончательно сняв все подозрения с Кристера Петтерсона: было установлено, что преступление совершил Стиг Энгстрём, покончивший с собой в 2000 году, однако установить его мотивы покушения на Пальме так и не удалось.